# クオリーメン
ザ・クオリーメン (The Quarry Men) は、1956年にジョン・レノンがリヴァプールで結成したイギリスのスキッフル / ロックンロールバンドである。ビートルズの前身バンドとして知られる。
1958年にバディ・ホリーの「ザットル・ビー・ザ・デイ」や、ポール・マッカートニーとジョージ・ハリスンが作曲した「イン・スパイト・オブ・オール・ザ・デインジャー」の録音を行なった。その後、メンバーの脱退や幾度かのバンド名変更を経て、1960年にビートルズとなった。
1997年にピート・ショットン、ロッド・デイヴィス、レン・ギャリー、エリック・グリフィス、コリン・ハントンの5人で再結成。以降、4枚のアルバムを発売している。

## メンバー
在籍中のメンバー
- コリン・ハントン (Colin Hanton)  - ドラムス（1956年 - 1959年、1997年 - ）
- ロッド・デイヴィス (Rod Davis)　- バンジョー（1957年）; ギター、ボーカル（1994年 - 1995年、1997年 - ）
- レン・ギャリー (Len Garry)  - ティーチェスト・ベース（1957年 - 1958年）; ボーカル、ギター（1997年 - ）
- ジョン・ダフ・ロウ (John Duff Lowe) - ピアノ（1958年）; キーボード（1994年 - 1995年、2005年からは定期ゲストとして参加）、ボーカル（1994年 - 1995年）
- チャス・ニュービー (Chas Newby) - ベース（2016年 - ）

旧メンバー
- ジョン・レノン (John Lennon) - ボーカル、ギター（1956年 - 1960年）
- エリック・グリフィス (Eric Griffiths) - ギター（1956年 - 1958年、1997年 - 2005年）
- ピート・ショットン (Pete Shotton) - ウォッシュボード（1956年 - 1957年、1997年 - 2000年）
- ビル・スミス (Bill Smith) - ティーチェスト・ベース（1956年）
- ナイジェル・ホエイリー (Nigel Walley) - ティーチェスト・ベース（1956年、その後1958年までマネージャーを務めた）
- アイヴァン・ヴォーン (Ivan Vaughan) - ティーチェスト・ベース（1956年 - 1957年）
- ポール・マッカートニー (Paul McCartney) - ボーカル、ギター（1957年 - 1960年）
- ジョージ・ハリスン (George Harrison) - ギター、ボーカル（1958年 - 1960年）
- ケン・ブラウン (Ken Brown) - ギター（1959年 - 1960年）
- スチュアート・サトクリフ (Stuart Sutcliffe) - ベース（1960年）

## 来歴

### 1957年 - 1960年: 結成 〜 「ビートルズ」へ
1956年11月、クオリー・バンク高等学校在学中のジョン・レノンとエリック・グリフィスはスキッフル・バンドを結成することを決めた。初期の編成は、レノンとグリフィスがギター、ピート・ショットンがウォッシュボード、学校の友人であるビル・スミスがティーチェスト・ベースという編成だった。当初のバンド名は「ザ・ブラック・ジャックス」(The Black Jacks)であったが、学校の名前を参考に（クオリー=採石場、石=ロック）「ザ・クオリーメン」(The Quarry Men)に改名。8月にコリン・ハントン、レン・ギャリーが加入し、スミスが脱退する。続いてショットンが脱退する。
1957年7月6日、野外バザー会場での演奏のため赴いたウールトンのセント・ピーターズ教会で、共通の友人アイヴァン・ヴォーンの紹介によりポール・マッカートニーと出会う。マッカートニーはその場でギターを弾きながらエディ・コクランの「トゥエンティ・フライト・ロック（Twenty Flight Rock）」、ジーン・ヴィンセントの「ビー・バップ・ア・ルーラ」、それにリトル・リチャードのメドレーを歌う。完璧に歌詞を暗記していることに加え、ドラムスやピアノなどあらゆる楽器を演奏できるマッカートニーを高く評価したレノンは、数日後にマッカートニーをクオリーメンに勧誘する。マッカートニーは翌日に承諾、10月にクオリーメンとしての初の出番を経験する。レノンはリヴァプール・カレッジ・オブ・アートに進学する。
1958年2月、マッカートニーがジョージ・ハリスンを紹介する。完璧に曲を弾きこなしたことと、2人よりもギターのコードに詳しいことから、レノンは即座にハリスンを採用する。前後してグリフィス、ギャリー、ディヴィスが脱退。3月にマッカートニーの友人だったジョン・ダフ・ロウが、ジェリー・リー・ルイスの「Mean Woman Blues」の難しいアルペジオ部分が弾けたため加入する。
1958年7月12日、レノン、マッカートニー、ハリスン、ハントン、ロウの5人で17シリング6ペンスを出し合い、リヴァプールの貸しスタジオ「フィリップス・サウンド・レコーディング・サービス」で初の録音を行い、1枚のSPレコードを自主制作した。A面に「That'll Be The Day」（オリジナルは1957年のバディ・ホリーの曲）、B面に「In Spite Of All The Danger」（マッカートニーが書いた曲）が収録された（ラベルの写真）。このレコードは長年に渡ってロウが所持していたが、1981年にマッカートニーが買い取り現在まで所持している。この音源は1995年にアルバム『ザ・ビートルズ・アンソロジー1』の収録曲としてリリースされ、その際「In Spite Of All The Danger」はハリスンがギターソロを弾いたことから唯一の「マッカートニー＝ハリスン」作品としてオリジナルの表記通りクレジットされた。このクレジットについてマッカートニーは「当時はリードギターのパートを考えたら、クレジットしなければいけないと思っていた」と語っている。
録音の直後にロウが脱退し、1959年1月にハントンが脱退。この頃から「クオリーメン」ではなく「ジョニー&ザ・ムーンドッグス」(Johnny & The Moondogs)と名乗るようになる。
その後レノンの学友スチュアート・サトクリフが参加、バンド名が「ザ・シルヴァー・ビートルズ」(The Silver Beetles)になる。ケン・ブラウン、トミー・ムーア、ノーマン・チャップマンが加入と脱退を繰り返すなど、ドラマーはなかなか決まらなかった。
1960年8月、カスバ・コーヒー・クラブの経営者の息子ピート・ベストをドラマーに迎え、レノン、マッカートニー、ハリスン、サトクリフ、ベストの5人体制で、バンド名を「ザ・ビートルズ」(The Beatles)と改名した。
1962年8月までにサトクリフとベストが脱退し、リンゴ・スターを加えたビートルズはEMIパーロフォンからデビューし、1970年までに世界中で史上稀に見る大成功を収めた。

### 1994年 -: 再結成
1970年のビートルズの解散、1980年のレノンの死去後、クオリーメンは幾度か再結成している。1994年から1995年にかけてデイヴィスとロウは、スタジオ・ミュージシャンと共にアルバムの制作作業を行なった。このアルバムは、1995年にクオリーメン名義で『Open for Engagements』という名で発売された。
レノンとマッカートニーが初めて出会った1957年のウールトンの野外バザー会場での公演から40周年を記念して、1997年にクオリーメンの1957年の編成からショットン、デイヴィス、ギャリー、グリフィス、ハントンの5人で再結成公演を行なった。ヨーロッパやアメリカでツアーを行い、2003年9月にはTHE HIGH-LOWSの自主イベントに招かれ来日し、9月9日に東京・渋谷公会堂、10日に大阪フェスティバルホールで公演を行った。
2000年にピート・ショットンが引退。2005年1月にエリック・グリフィスが膵臓癌で死去。ロウが加入した。
2003年に来日し、THE HIGH-LOWSと共演した。その模様は『Puttin' on the Style』のタイトルでDVD化された。
2016年に、ビートルズに1960年12月の一時期、在籍していたベーシストのチャス・ニュービーが加入した。